# Montserrat Caballé

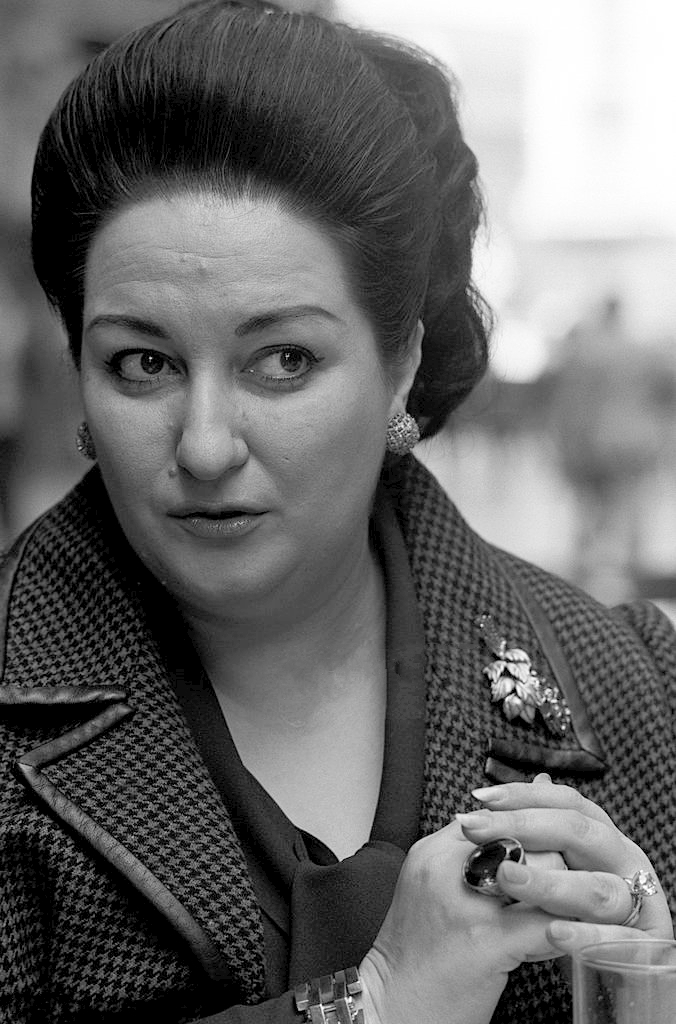
Montserrat Caballé (1971)

María de Montserrat Bibiana Concepción Caballé i Folch [monsəˈrat kabaˈʎe] (* 12. April 1933 in Barcelona; † 6. Oktober 2018 ebenda) war eine spanische Opernsängerin (Sopran). Sie gilt mit über 4000 Auftritten als die letzte große Operndiva.

## Werdegang
Caballé wurde 1933 in der katalanischen Hauptstadt Barcelona geboren. Sie studierte später dort und in Mailand Gesang und debütierte 1956 am Theater Basel als Mimi in Puccinis La Bohème. Zudem sang sie am Theater in Saarbrücken. Von 1959 bis 1962 war sie am Theater der Freien Hansestadt Bremen engagiert. 1965 sprang sie für Marilyn Horne in einer konzertanten Aufführung von Donizettis Oper Lucrezia Borgia in der Carnegie Hall ein und begeisterte das Publikum. Im selben Jahr debütierte sie an der Metropolitan Opera in New York als Margarethe in Gounods Faust, wodurch sie international bekannt wurde. Caballé war häufig als Gast bei Festspielen (u. a. in Glyndebourne), seit 1971 trat sie auch regelmäßig an der Hamburgischen Staatsoper auf. Zudem trat sie häufig als Konzertsängerin auf.
Schwerpunkte ihres umfangreichen Repertoires bildeten vor allem die Opern von Rossini, Donizetti und Bellini, aber auch von Verdi und Puccini. Merkmale ihrer lyrischen Stimme waren sinnliche Schönheit und ein außerordentliches Piano.
1997 produzierte Mike Moran ihr Album Friends for Life, das Duette mit Caballé und verschiedenen Sängern enthält, u. a. Bruce Dickinson, Johnny Hallyday, Johnny Logan, Gino Vannelli und Helmut Lotti. 1998 wurde Caballé bei der Bambi-Verleihung 1998 mit einem Bambi im Bereich Klassik ausgezeichnet. 2007 erhielt sie den Musikpreis ECHO Klassik für ihr Lebenswerk. Es war ihr dritter Echo nach einem Sonderpreis im Jahre 2000 und einem Echo im Jahre 1996 als Sängerin des Jahres für Hijo de la luna.
Am 1. April 2007 betrat Montserrat Caballé nach 18 Jahren erstmals wieder die Bühne der Wiener Staatsoper. An der Seite von Natalie Dessay, Juan Diego Flórez und Janina Baechle gab sie die Partie der Duchesse de Crakentorp in Donizettis La fille du régiment (Die Regimentstochter) in einer Koproduktion der Wiener Staatsoper, des Royal Opera House Covent Garden sowie der Metropolitan Opera New York. Trotz ihres hohen Alters trat sie noch im Juni 2018 in Kiew auf. Caballé hatte den Tenor José Carreras entdeckt und gefördert.

## Barcelonamit Freddie Mercury 1992
Einem breiten Publikum ist Caballé durch den Song Barcelona zu den Olympischen Spielen von Barcelona 1992 bekannt geworden. Es ist ein Duett aus dem gleichnamigen Album, das 1987 gemeinsam mit Freddie Mercury aufgenommen wurde. Das Album entstand auf Initiative Mercurys, der einer ihrer Bewunderer war. Auf ihr Bitten schrieb er ein Stück über ihre Heimatstadt Barcelona, das erstmals am 29. Mai 1987 auf Ibiza aufgeführt wurde.

## Privates
Caballé heiratete 1964 den Tenor Bernabé Martí (1928–2022), die Ehe hatte bis zu ihrem Tod Bestand. Die gemeinsame Tochter, Montserrat Martí Caballé (bekannt als „Montsita“), ist ebenfalls Sopranistin. Caballé bekam auch einen Sohn.
2014 wurde Caballé wegen Steuerhinterziehung zu einer sechsmonatigen Freiheitsstrafe auf Bewährung und einer Geldstrafe von 240.000 Euro verurteilt. Sie starb am 6. Oktober 2018 im Alter von 85 Jahren und wurde in der Familiengruft auf dem Cementerio von Sant Andreu in Barcelona beigesetzt.

## Repertoire
- Georg Friedrich Händel
  - Giulio Cesare (Cleopatra)
- Antonio Salieri
  - Les Danaïdes (Hypermnestre)
- Wolfgang Amadeus Mozart
  - Le nozze di Figaro (Contessa)
  - Così fan tutte (Fiordiligi)

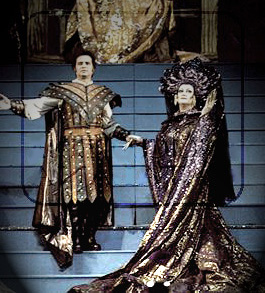
Pedro Lavirgen und Caballé in Turandot (1980)

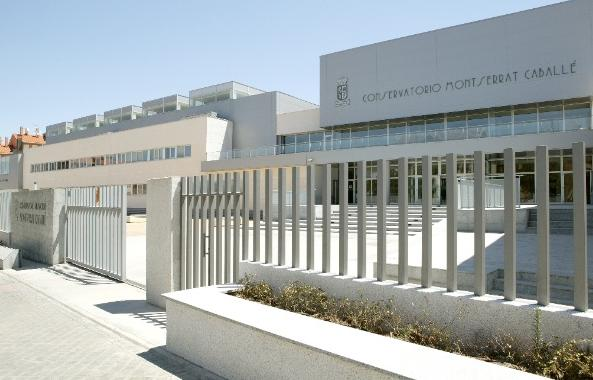
Konservatorium Montserrat Caballé in Arganda del Rey

  - Don Giovanni (Donna Anna und Donna Elvira)
  - Die Zauberflöte (Erste Dame)
- Luigi Cherubini
  - Medea (Medea)
  - Démophon (Dirce)
- Gaspare Spontini
  - Agnese di Hohenstaufen (Agnese)
- Gioachino Rossini
  - Il turco in Italia (Fiorilla)
  - Elisabetta regina d’Inghilterra (Elisabetta)
  - Il barbiere di Siviglia (Rosina)
  - Ermione (Ermione)
  - La donna del lago (Elena)
  - Semiramide (Semiramide)
  - Il viaggio a Reims (Madama Cortese)
  - Guglielmo Tell (Matilde)
- Giacomo Meyerbeer
  - L’africana (Selica)
- Giovanni Pacini
  - Saffo (Saffo)
- Gaetano Donizetti
  - Le convenienze ed inconvenienze teatrali (Corilla)
  - Anna Bolena (Anna)
  - Sancia di Castiglia (Sancia)
  - Parisina d’Este (Parisina)
  - Lucrezia Borgia (Lucrezia)
  - Gemma di Vergy (Gemma)
  - Maria Stuarda (Maria)
  - Lucia di Lammermoor (Lucia)
  - Roberto Devereux (Elisabetta)
  - Caterina Cornaro (Caterina)
  - La fille du régiment (Duchesse de Crakentorp)
- Vincenzo Bellini
  - La straniera (Alaide)
  - Il pirata (Imogene)
  - Norma (Norma, Adalgisa)
  - I puritani (Elvira)
- Richard Wagner
  - Tristan und Isolde (Isolde)
  - Parsifal (Blumenmädchen)
  - Die Walküre (Sieglinde)
- Giuseppe Verdi
  - Ernani (Elvira)
  - Giovanna d’Arco (Giovanna)
  - I masnadieri (Amalia)
  - Il corsaro (Gulnara)
  - Luisa Miller (Luisa)
  - La traviata (Violetta)
  - Il trovatore (Leonora)
  - I vespri siciliani (Elena)
  - Aroldo (Lina)
  - Un ballo in maschera (Amelia)
  - La forza del destino (Leonora)
  - Don Carlos (Elisabetta)
  - Aida (Aida)
  - Otello (Desdemona)
  - Messa da Requiem
- Amilcare Ponchielli
  - La Gioconda (Gioconda)
- Camille Saint-Saëns
  - Henry VIII (Caterina d’Aragona)
- Modest Mussorgsky
  - Boris Godunow (Marina)
- Pjotr Tschaikowski
  - Eugen Onegin (Tatjana)
- Antonín Dvořák
  - Armida (Armida)
- Arrigo Boito
  - Mefistofele (Margherita, Elena)
- Jules Massenet
  - Manon (Manon)
  - Cléopâtre (Cleopatra)
- Alfredo Catalani
  - La Wally (Wally)
- Ruggero Leoncavallo
  - Pagliacci (Nedda)
- Giacomo Puccini
  - La Bohème (Mimì)
  - Tosca (Tosca)
  - Turandot (Liù, Turandot)
  - Madama Butterfly (Cio-Cio-San)
  - Manon Lescaut (Manon Lescaut)
- Pietro Mascagni
  - Cavalleria rusticana (Santuzza)
- Richard Strauss
  - Der Rosenkavalier (Die Marschallin)
  - Salome (Salome)
  - Ariadne auf Naxos (Ariadne)
  - Arabella (Arabella)
- Francesco Cilea
  - Adriana Lecouvreur (Adriana)
- Umberto Giordano
  - Andrea Chénier (Maddalena)
- Ottorino Respighi
  - La fiamma (Silvana)
- Leonardo Balada
  - Cristóbal Colón (Isabella)

## Hörbeispiele
- Montserrat Caballé. Un bel di vedremo. Madama Butterfly. In: YouTube. Abgerufen am 4. November 2015.

## Ehrungen
- 1996: RSH-Gold in der Kategorie „Klassik LP des Jahres“ (Barcelona)[20]
- 2004: Eröffnung des ersten nach Caballé benannten Konservatoriums in Arganda del Rey[21][22]
- 2007: Ernennung zur Kammersängerin der Wiener Staatsoper[23]
- 2009: Dama Di Gran Croce durch den damaligen italienischen Staatspräsidenten Giorgio Napolitano[24][25]
- 2022: Google-Doodle zum 89. Geburtstag[26]